# 輝安鉱
輝安鉱（きあんこう、stibnite、スティブナイト）は、アンチモナイト（antimonite）とも呼ばれる鉱物（硫化鉱物）である。組成式 Sb2S3 で表される。斜方晶系に属し、モース硬度は2である。希少な金属であるアンチモンの最も重要な鉱石鉱物である。また、日本刀のような美しい結晶が希に産出する。

## 産出
主に熱水鉱床において産する。一般的に鉱床は小さく、大きなものはまれである。
世界の主要な産地はカナダ、アメリカ、メキシコのオクサカ、ペルー、中国、ルーマニアのバイアスプリーとヘリア、アルジェリア、ボルネオ（カリマンタン）、ドイツのハルツ山地、ロシアのネルチンスク、ボリビアのポトシ、チェコのプリプラム、カナダのニューブルンスイックなど。特に、中国湖南省では多く産出しており、鉱物標本も多く出回っている。アメリカではアーカンソー州、アイダホ州、ネバダ州、カリフォルニア州、アラスカ州に見られる。
日本では、かつて愛媛県の市之川鉱山（閉山済み）で大型の美麗な輝安鉱結晶が産出したことで知られ、明治時代には多くの標本が海外に流出した。現在でも国内外の博物館に展示されている。そのほか、山口県の鹿野鉱山、愛知県の津具鉱山（津具金山）などが産地として有名である。鹿児島湾に存在する海底火山の若尊の海底熱水噴気孔でも、採取されている。